# Генрі Меріон Гав
Ге́нрі Ме́ріон Гав (англ. Henry Marion Howe) (2 березня 1848, Бостон — 14 травня 1922, Бедфорд-Гілл (Нью-Йорк)) — знаний американський металург, професор і завідувач кафедри металургії Колумбійського університету, автор п'яти фундаментальних книг та численних науково-технічних публікацій з металургії та металографії промислових металів і сплавів.

## Життєпис
Генрі Меріон Гав народився 2 березня 1848 року в Бостоні. Його батько Самюель Ґрідлі Гав (1801—1876) — відомий своєю філантропією та видатними заслугами у війні за незалежність Греції. Мати — Джулія Вард Гав (з дому Кроуфорд) (1819—1910) — письменниця і поетеса, аболіціоністка і феміністка, авторка Бойового гімну Республіки (англ. Battle Hymn of the Republic) — американської патріотичної пісні часів громадянської війни у США.  Генрі мав чотирьох сестер: Джулію (1841—1886), Флоренс (1845—1923), Лору (1850—1943), Мод (1854—1948) і брата Семюела (1859—1863), який помер в дитячому віці.

### Освіта
Генрі Гав отримав ґрунтовну освіту. Після закінчення 1865 року Бостонської латинської школи завершив навчання 1869 року в Гарварському коледжі. 1871 року здобув ступінь бакалавра наук з гірництва й металургії в Масачусетському технологічному інституті. 1972 року здобув магістерський ступінь A.M. і 1905 року докторський ступінь LL.D у Гарвадському університеті і Лафайєт коледжі (англ. Lafayette Colleges), а також ступінь доктора наук D.S. (англ. Doctor of Science) Університету Піттсбурга.

### Виробничо-викладацька діяльність
З 1872 року Генрі Гав активно займався металургійним виробництвом чавунів, сталей, міді спочатку будучи студентом на металургійному заводі в Трої, а пізніше як суперінтендант заводу Bessemer Steel Works 1872 року й Bliar Iron and Steel Company 1873—1874 рр. Наступні роки своєї діяльності він присвятив металургії міді, вдосконаливши виплавлення міді в Чилі для американського бізнесмена Едварда Августа Геменвея. Між 1879 і 1882 роками Гав спроєктував і побудував заводи для компанії Orford Copper Company в провінції Квебек і в Берґен Пойнт в Нью-Джерсі. Рік по тому був менеджером мідноплавильної компанії Pima Copper-mining and Smelting Company в Арізоні. У 1883—1897 роках працював у Бостоні як металург-консультант, експерт у сфері металургійних патентів, а також викладав металургію в Массачусетському технологічному інституті. 1890 року він започаткував в Америці виробництво марганцевої сталі Гадфілда і брав активну участь в управлінні компанією, яка виробляла цю сталь.
1897 року обраний професором і призначений завідувачем кафедри металургії Колумбійського університету, з 1913 року — професор-емерит університету.

### Науково-видавнича діяльність
1885 року Генрі Гав опублікував свою першу книгу «Виплавлення міді» (англ. Copper Smelting), а 1891 року — перше видання фундаментальної праці «Металургія сталі» (англ. The Metallurgy of Steel), у якій він акумулював результати всебічного аналізу літератури разом із власними дослідженнями в галузі металургії сталі. 1902 року була опублікована його праця «Записки з металургійної лабораторії» (англ. Metallurgical Laboratory Notes) — перший посібник з виконання досліджень в металургійній лабораторії. Наступна робота під назвою «Залізо, сталь та інші сплави» (англ. Iron, Steel, and Other Alloys), видана 1903 року, встановила його лідерство в порівняно новій сфері металургії — металографії, — зокрема, металографії чавунів та сталей. «Металургія сталі» й «Записки з металургійної лабораторії» були перекладені французькою мовою, а «Чавун, сталь та інші сплави» — російською. 1916 року він опублікував монографію «Металографія сталі й чавуну» (англ. The Metallography of Steel and Cast Iron), у якій підсумував результати власних досліджень та представив інтерпретацію новітніх результатів у металографії залізовуглецевих сплавів. Монографія складалася з двох окремих частин: мікроскопічної металографії стосовно сталей і чавунів та дослідження її застосування для встаноновлення механізму пластичної деформації. Ці дослідження були перервані Першою світовою війною, коли у віці 70 років Гав почав служити у Національній дослідницькій раді, спочатку її членом, а згодом головою інженерного відділу. 
Для 11-го видання Британської енциклопедії (1911) Гав написав змістовну статтю «Чавун і сталь».

### Окремі наукові публікації
Ґрунтовність знань і досліджень професора Гава представлена в більш ніж 300 науково-технічних публікаціях та доповідях, прочитаних перед науково-технічними товариствами, з них 150 статтей присвячені темі металургії.
- H. M. Howe. What is steel // Engineering and Mining Journal. — 1875. — 23 березня.
- H. M. Howe. The nomenclature of iron // Transactions of the American Institut of Mining Engineers. — 1875. — Т. 5 (23 березня).
- H. M. Howe. A direct process of copper smelting // Transactions of the American Institut of Mining Engineers. — 1878. — Т. 7 (23 березня).
- H. M. Howe. Two new processes for the extraction of nickel from its ores // Transactions of the American Institut of Mining Engineers. — 1880. — Т. 9 (23 березня).
- H. M. Howe. Contributions to the metallurgy of nickel and copper // Transactions of the American Institut of Mining Engineers. — 1881. — Т. 10 (23 березня).
- H. M. Howe. Bessemerizing matte in a reverberatory furnace // Engineering and Mining Journal. — 1883. — 23 березня.
- H. M. Howe. Note on the contraction of iron under sudden cooling // Transactions of the American Institut of Mining Engineers. — 1885. — Т. 14 (23 березня).
- H. M. Howe.  // Transactions of the American Institut of Mining Engineers. — . — Т. 14.
- H. M. Howe. The attainment of uniformity'in ttie Bessemer process // Engineering and Mining Journal. — 1886. — Вип. June (23 березня).
- H. M. Howe. The quality of steel for guns // Engineering and Mining Journal. — 1987. — Вип. January (23 березня).
- H. M. Howe. Momentary deþression of the elastic limit at two critical temperatures // Technology Quarterly. — 1988. — Вип. December (23 березня).
- H. M. Howe. Notes on the Bessemer process // Journal of the Iron and Steel Institute. — 1890. — Вип. February (23 березня).
- H. M. Howe. Why do steel-tired wheels wear flat less than chilled cast-iron ones? // Engineering and Mining Journal. — 1891. — Вип. July (23 березня).
- H. M. Howe. The relative corrosion of wrought iron and steel // The Mineral Industry. — 1895. — 23 березня.
- H. M. Howe. The hardening of steel // Journal of the Iron and Steel Institute. — 1895. — 23 березня.
- A. Sauveur, H. M. Howe. The relation between temperature and the grain of steel // Engineering and Mining Journal. — 1895. — Вип. December (23 березня).
- H. M. Howe. Hardening power of low-carbon steel // Metallographist. — 1898. — Вип. JuIy (23 березня).
- H. M. Howe. L'Equipment des laboratoires metallurgiques // Revue Uriiverselle des Mines. — 1899. — 23 березня.
- H. M. Howe. The influence of silicon and sulphur on the condition of carbon in cast iron // Transactions of the American Institut of Mining Engineers. — 1900. — Т. 30 (23 березня).
- H. M. Howe. The relative corrosion of wrought iron, soft steel, and nickel steel // Engineering and Mining Journal. — 1900. — Вип. August (23 березня).
- H. M. Howe. Metallurgical laboratories // Science. — 1902. — Т. 16, вип. May (23 березня).
- H. M. Howe. An introduction to the study of alloys // Engineering Magazine. — 1908. — Вип. August (23 березня).
- H. M. Howe. The carbon-iron diagram // Transactions of the American Institut of Mining Engineers. — 1908. — Т. 39 (23 березня).
- H. M. Howe. Nucleus action and grain growth // Met. & Chem. Englneering. — 1911. — Вип. February (23 березня).
- H. M. Howe, A. G. Levy. The life history of pro-eutectoid cementite // Proceedings of the International Association for Testing Materials. — 1912. — 23 березня.
- H. M. Howe, A. G. Levy. Notes on the plastic deformation of steel during overstrain // Transactions of the American Institut of Mining Engineers. — 1914. — Т. 50 (23 березня).
- H. M. Howe. Hardening with and without Martensitization // Transactions of the Faraday Society. — 1914. — Т. 10 (23 березня).
- H. M. Howe. Control of piping and segregation in ingots // fron Age. — 1915. — Вип. October (23 березня).
- H. M. Howe. Recrystallization after plastic deformation // Tranansactions of American Society of Mechanical Engineers, Bulletin. — 1916. — Вип. October (23 березня).
- H. M. Howe. The relations between engrneering and science // Science. — 1917. — Т. 28, вип. March (23 березня).
- H. M. Howe. The erosion of guns // Tranansactions of American Society of Mechanical Engineers. — 1918. — Т. 134 (23 березня). — С. 335-390.
- H. M. Howe, E. C. Groesbeck. Stresses caused by cold-rolling // Proceedings of the American Society for Testing Materials. — 1920. — Т. 20 (23 березня). — С. 31-37.

## Подружнє життя
Під час роботи Генрі на металургійному заводі в Трої його кузенка Мері Вард дала йому рекомендаційного листа до Вілларда Гея, провідного банкіра в Трої. Родина Гея тепло прийняла його у своєму будинку. Під час цих відвідин між старшою донькою банкіра Фанні й Генрі виникла симпатія, яка переросла у їх одруження 1874 року. Дітей у подружжя не було. Дружина стала Генрі Гаву опорою в житті, завжди підтримувала його у всіх справах, супроводжувала його в подорожах і на всіх наукових з'їздах. Цікавилася його викладацькою роботою, влаштовувала у їхньому домі зустрічі, на які подружжя запрошувало його учнів, студентів. 

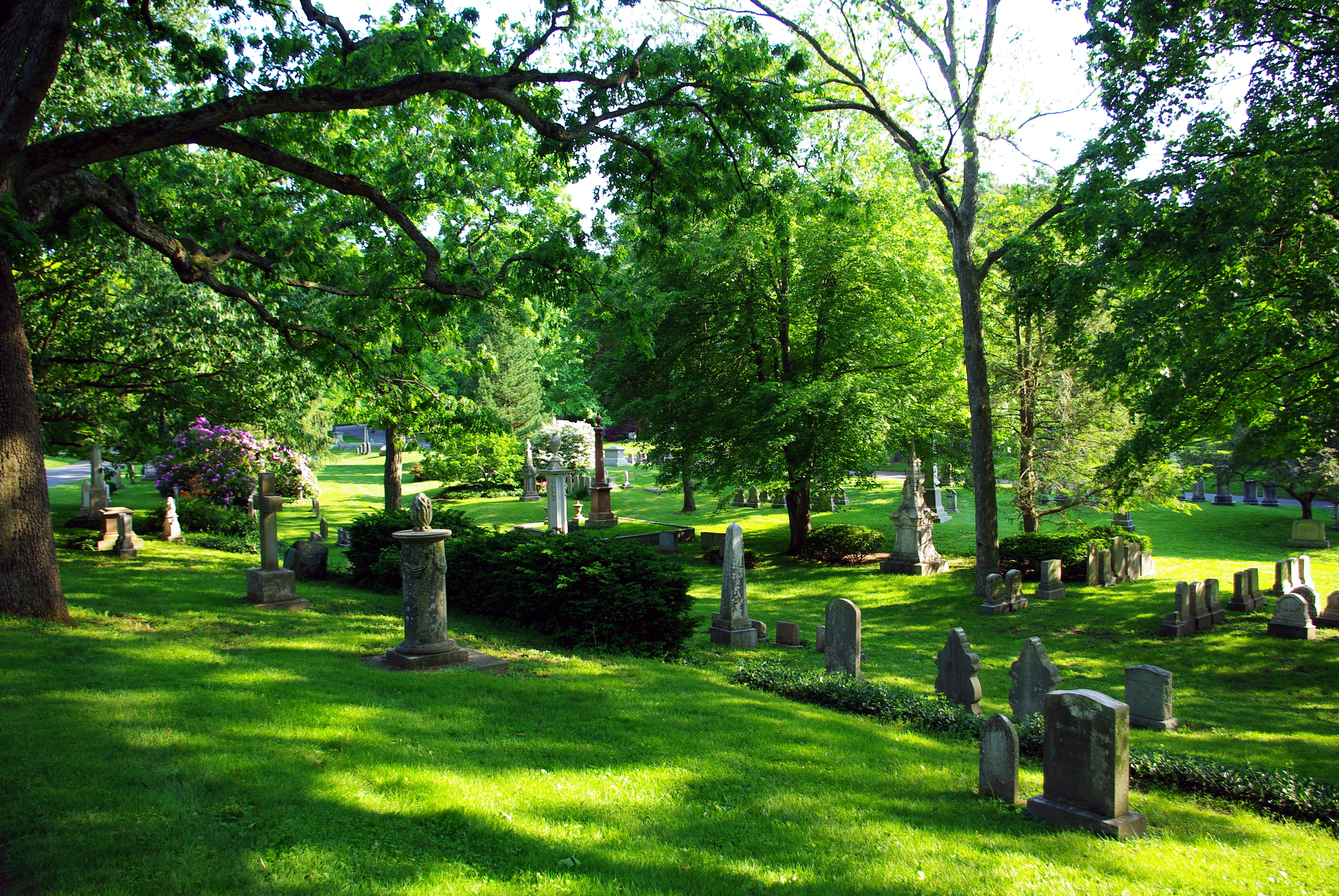
На території цвинтаря «Маунт-Оберн»

Подружжя прожило щасливе життя у любові та злагоді аж до смерті Генрі Гава.
Помер Генрі Меріон Гав 14 травня 1922 у своїй резиденції в Бедфорд-Гілл після важкої хвороби, яка тривала майже рік. Похований на ландшафтному цвинтарі «Маунт-Оберн» (англ. Mount Auburn Cemetery) в Кембриджі, на території якого поховані відомі американці. Фанні Гей Гав (1851—1925) померла в березні 1925 року, похована біля чоловіка на тому ж цвинтарі.

## Визнання заслуг
Виробнича, наукова, викладацька та видавнича діяльність Генрі Гава принесли йому заслужене визнання в світі. Він був обраний членом, президентом багатьох наукових товариств, відзначений низкою нагород:
- 1891 — член Американської академії мистецтв і наук;[19]
- 1892 — Медаль Елліота Крессона — найвища нагорода Інституту Франкліна у Філадельфії;[20]
- 1893 — Президент Американського інституту гірничих інженерів;[21]
- 1895 — Медаль Елліота Крессона[22]Інституту Франкліна;
- 1895 — Золота медаль Бессемера Інституту матеріалів, мінералів та гірничої справи (Велика Британія);[23]
- 1897 — член Американського філософського товариства;[24]
- 1900—1902, 1909—1912 — президент Американського товариства випробувань матеріалів;[19]
- 1905 — почесний член Шведської королівської академії наук;[25]
- 1917 — член Національної академії наук США;[19]
- 1916 — Золота медаль французького Товариства заохочення національної промисловості;[23]
- 1917 — Медаль Джона Фріца Американської асоціації інженерних товариств;[26]

Два Товариства, з якими Гав був найтісніше пов'язаний, прагнучити вшанувати його ім'я, заснували:
- Золоту медаль Генрі Маріона Гава — Американське товариство оброблення сталі;
- «Лекторський курс Генрі Маріона Гава» — Американське товариство гірничих і металургійних інженерів.[27]

Генрі Гав — кавалер орденів Почесного Легіону та Святого Станіслава